# 八戸工業大学
八戸工業大学（はちのへこうぎょうだいがく、英語: Hachinohe Institute of Technology）は、青森県八戸市大字妙字大開88-1に本部を置く日本の私立大学。1972年創立、1972年大学設置。大学の略称はH.I.T。
北東北で唯一の私立理工系大学である。

## 概要
設立は1972年（昭和47年）。開設時は工学部（機械・産業機械・電気）のみだったが、その後改組を進め、建設環境・建築系の学科等を次々と新設し、現在では工学部（機械工学科・電気電子工学科・土木建築工学科・システム情報工学科・生命環境科学科）と全国では珍しい学部名の「感性デザイン学部」の2学部体制となった。在学中の資格取得等を奨励するなど特に就職活動に力を入れている点が特徴のひとつである。 
平成26年度、文部科学省の「大学教育再生加速プログラム」（AP：Acceleration Program for University Education Rebuilding)に採択された。

## 沿革
| 年表   | 沿革 |
| ------ | --- |
| 1972年 | 八戸工業大学の設置を認可。 本館が完成。 八戸工業大学(工学部 機械工学科・産業機械工学科・電気工学科)を開学。 |
| 1973年 | 機械工学専門棟・電気工学専門棟・工作工場が完成。 |
| 1974年 | 工学部機械工学科・産業機械工学科・電気工学科に教員免許状授与資格課程を認定。 体育館が完成。 八戸工業大学父兄後援会が発足。 |
| 1976年 | 第一回卒業証書授与式及び校歌、校章、校旗の制定樹立式を挙行する。 工学部に土木工学科及び建築工学科を設置。 第一種，第二種及び第三種電気主任技術者認定校。 |
| 1977年 | 教養棟(旧館)・ 土木工学専門棟・建築工学専門棟が完成。 |
| 1978年 | 工学部土木工学科・建築工学科に教員免許状授与資格課程を認定。 |
| 1982年 | 工学部にエネルギー工学科を設置。 |
| 1983年 | 電気工学専門棟増築が完成。 |
| 1984年 | 工学部エネルギー工学科に教員免許状授与資格課程を認定。 |
| 1987年 | 工作工場増築工事が完成。 |
| 1988年 | 工学部に食品工学研究所及び情報システム工学研究所を設置。 中華人民共和国 瀋陽工業大学と友好的な学術交流に関する協定を締結。 |
| 1989年 | 機械工学専門棟増築・情報システム工学研究所棟・教養棟が完成。 |
| 1990年 | 食品工学研究所棟が完成。 |
| 1991年 | 土木工学専門棟増築・建築工学専門棟増築・エネルギー工学専門棟増築・食品工学研究所棟渡り廊下が完成。 |
| 1992年 | ロシア連邦共和国 ハバロフスク州立工科大学(現:太平洋国立大学)と学術交流に関する議定書を交換。 構造工学研究所棟が完成。 |
| 1993年 | 工学部に構造工学研究所を設置。 |
| 1994年 | 工作工場を工作技術センターに改称。 三陸はるか沖地震により校舎等が多大な被害を被る。 |
| 1995年 | 大学院工学研究科修士課程(機械システム工学専攻，電気電子工学専攻，土木工学専攻)を設置。 |
| 1997年 | 大学院工学研究科博士後期課程(機械システム工学専攻，電気電子工学専攻，土木工学専攻)を設置。 |
| 1998年 | 尚志館(武道館)が完成。 |
| 1999年 | 大学院工学研究科修士課程建築工学専攻を設置。 工学部システム情報工学科を設置。 工学部電気工学科を電気電子工学科へ名称変更。 |
| 2001年 | 大学院工学研究科博士後期課程建築工学専攻を設置。 工学部機械工学科を機械情報技術学科，土木工学科を環境建設工学科へ名称変更。 八戸大学との単位互換に関する協定を締結。 |
| 2002年 | アメリカ合衆国ウェスレー大学と学術交流に関する協定を締結。 工学部に生物環境化学工学科を設置。 工学部に異分野融合科学研究所を設置。 |
| 2003年 | 工学部電気電子工学科を電子知能システム学科へ名称変更。 工学部環境建設工学科がJABEE認定。 中華人民共和国 新疆大学と学術交流議定書を交換。 |
| 2004年 | 工学部機械情報技術学科創生工学コースがJABEE認定。 工学部電子知能システム学科がJABEE認定。 |
| 2005年 | 感性デザイン学部感性デザイン学科を設置。 |
| 2007年 | 大学院工学研究科機械システム工学専攻を機械・生物化学工学専攻に、同電気電子工学専攻を電子電気・情報工学専攻へ名称変更。 工学部システム情報工学科システム情報コースがJABEE認定。 八戸大学、八戸工業高等専門学校と学術交流の協定書を締結。 |
| 2008年 | 機械情報技術学科自動車工学コース実習棟が完成。 工学部バイオ環境工学科に教員免許状授与資格課程(理科)、土木建築工学科に同(工業・技術)、感性デザイン学部感性デザイン学科に同(美術・工芸)を認定。 |
| 2009年 | 八戸工業大学メディアセンターが完成。 |
| 2010年 | 工学部電子知能システム学科を電気電子システム学科へ名称変更。 異分野融合科学研究所をエネルギー環境システム研究所へ名称変更。 |
| 2013年 | 工学部バイオ環境工学科バイオ環境工学コースがJABEE認定。 |
| 2014年 | 公益財団法人日本高等教育評価機構(JIHEE)から大学評価基準認定。 |
| 2015年 | 八戸工業大学大学院工学研究科土木工学専攻を八戸工業大学大学院工学研究科社会基盤工学専攻へ名称変更。 八戸工業大学エネルギー環境システム研究所を八戸工業大学地域産業総合研究所へ名称変更。 |
| 2018年 | 工学部機械情報技術学科を工学部機械工学科に、電気電子システム学科を電気電子工学科に、バイオ環境工学科を生命環境科学科へ名称変更。 感性デザイン学部感性デザイン学科を創生デザイン学科へ名称変更。 |
| 2021年 | シンボルマークの制定。 |
| 2022年 | 工学部、感性デザイン学部のそれぞれで学科の名称変更を実施。2学部6学科を2学部2学科に変更。 - 工学部土木建築工学科を工学部工学科建築・土木工学コースに変更。 - 工学部機械工学科を工学部工学科機械工学コースに変更 - 工学部電気電子工学科を工学部工学科電気電子通信工学コースに変更。 - 工学部システム情報工学科を工学部工学科システム情報工学コースに変更。 - 工学部生命環境科学科を工学部工学科生命環境科学コースに変更。 - 感性デザイン学部創生デザイン学科を従来の感性デザイン学部感性デザイン学科へ名称変更。 校舎建物名を学科専門棟から本館を1号館とする号館表記へ変更。 |

## 設立の理念・建学の精神
基本的な教育方針として、人格、徳性の涵養並びに知性の練磨を象徴的に表す『正己以格物(せい・き・い・かく・ぶつ)』(己を正し以て物に格る)を不易の綱領と定め、建学の精神としている。

## 設置学部及び学科、専攻

### 工学部2021年度入学生まで
- 機械工学科
- 電気電子工学科
- 土木建築工学科
- システム情報工学科
- 生命環境科学科

### 工学部2022年度入学生から
- 工学科
  - 機械工学コース
  - 電気電子通信工学コース
  - システム情報工学コース
  - 生命環境科学コース
  - 建築・土木工学コース

### 感性デザイン学部 2021年度入学生まで
- 創生デザイン学科

### 感性デザイン学部 2022年度入学生から
- 感性デザイン学科

### 大学院工学研究科
- 機械・生物化学工学専攻
- 電子電気・情報工学専攻
- 社会基盤工学専攻

### JABEE認定
2018年4月現在、八戸工業大学では2学科（コース）が以下の分野で認定を受けている。
- 機械工学科 (創生工学コース) 機械および機械関連分野
- 土木建築工学科 (土木工学コース) 土木および土木関連分野

## 付属施設
- 地域産業総合研究所
- 工作技術センター
- 自動車工学センター
- 図書館
- メディアセンター

## 学生生活・サークル

### 体育会（28団体）
- ソフトテニス部
- 男子バスケットボール部
- レスリング部
- 少林寺拳法部
- アイススケート部
- ボクシング部
- 硬式野球部
- サッカー部
- 男子硬式庭球部
- ソフトボール部
- バドミントン部
- 卓球部
- バレーボール部
- 柔道部
- ラグビー部
- 陸上競技部
- スキー部
- 空手道部
- サンボ部
- アーチェリー部
- 女子硬式庭球部
- 剣道部
- 山岳部
- 女子バスケットボール部
- 軟式野球部
- 弓道部
- 水泳部
- ビリヤード部

### 文化会（13団体）
- 美術研究部
- 吹奏楽部
- 映像研究部
- 音楽研究部
- 情報科学研究部
- アーツテック研究部
- 動力研究部
- 自動車部
- ゲーム研究部
- 電創部
- 将棋部
- ADL(建築デザイン研究会)
- 合唱部

## アクセス
- JR東北新幹線「八戸駅」からJR八戸線に乗り換え「本八戸駅」下車。本八戸駅より大学までバスで約35分、タクシーで約25分。
- JR東北新幹線「八戸駅」よりタクシーで大学直行約40分。

### JR東北新幹線
- 東京駅～八戸駅 : 2時間48分
- 仙台駅～八戸駅 : 1時間13分
- 新青森駅～八戸駅 : 23分
- 盛岡駅～八戸駅 : 28分
- バス(大学まで35分)

### 八戸市営バス
- 本八戸駅から「工業大学」行き、または「八戸学院大学」行き、「工業大学前」で下車。
- 八戸中心街「八日町」から「工業大学」行き、または「八戸学院大学」行き「工業大学前」で下車。

### 南部バス
- 本八戸駅から「階上(はしかみ)中学校」行き、または「階上庁舎」行き、「工業大学前」で下車。
- ※八戸市営バス、南部バスどちらも八戸駅から八戸中心街間シャトルバス多数運行。
- 所要時間約20分。

### 日本航空・北海道エアシステム
- 羽田～三沢 : 1時間20分
- 札幌(丘珠)～三沢 : 1時間
- ※三沢空港から八戸中心街まではリムジンバスを利用。

### 川崎近海汽船旅客フェリー
- 苫小牧～八戸港 : 7時間30分

## 著名な卒業生
- 前田善成（元群馬県みなかみ町長）
- 坂頂みなみ（フィギュアスケート選手）
- 坂頂達也（フィギュアスケート選手）
- 荒道好貴（プロ野球独立リーグ選手）
- 大石真翔（格闘家）

## 他大学との協定
- 八戸学院大学とは互換単位が可能であり申請を受ければ八戸学院大学で受けた講義に合格すれば単位認定が可能である。
- 八戸工業高等専門学校(学術交流協定)
- 瀋陽工業大学(学術交流協定)
- 新疆大学(学術交流協定)
- ウェスレー大学(学術交流協定)
- 太平洋国立大学(旧:ハバロフスク州立工科大学)(学術交流協定)
- L.N.グミリョフ・ユーラシア国立大学(学術交流協定)
- カザフスタン建築土木大学(学術交流協定)

## 系列校
- 八戸工業大学第一高等学校
- 八戸工業大学第二高等学校・附属中学校
- さくら幼稚園

## その他
- アイススケート部は、1974年当時、アイスホッケー部として誕生。以来活動の範囲がホッケー・フィギュア・スピードと拡大し、アイススケート部に名称が変わる。フィギュア部門では2004年、2006年と学生のオリンピック、ユニバーシアードに出場。ホッケー部門は1979年に初のインカレ（全国大会）出場を果たす。
その後全国への道のりは遠のくが、2000年に21年振りに出場を果たしたのを皮切りに、理工系の大学としては珍しくインカレ常連校となり、2014年には遂にインカレにおいてベスト8に達する。県内では実業団リーグに加盟し、全国トップレベルの社会人チーム相手に経験を重ね、記録更新に向け切磋琢磨している。
- 八戸工業大学では、地域に根ざした研究活動を行っており、例として、「津軽海峡大橋」や「やませ」の研究などがある。
- システム情報工学科は、国家資格の基本情報技術者試験（FE）の午前の部の免除制度の認定校になっており、特定の科目の単位を取得し、修了試験に合格することで、FEの午前の部の受験が1年間免除される[1][2][3]。